# Krawno
Krawno (deutsch Krawno, 1938 bis 1945 Kaddig) ist ein Ort in der polnischen Woiwodschaft Ermland-Masuren und gehört zur Landgemeinde Piecki (deutsch Peitschendorf) im Powiat Mrągowski (Kreis Sensburg).

## Geographische Lage
Krwano liegt am Südostufer des Kleinen Krawno-Sees (1938 bis 1945 Kleiner Kaddig-See, polnisch Jezioro Krawienko) und 500 Meter südöstlich des – bereits im Gebiet der Gmina Świętajno (Schwentainen, 1938 bis 1945 Altkirchen) im Powiat Szczycieński (Kreis Ortelsburg) gelegenen – Großen Krawno-Sees (1938 bis 1945 Großer Kaddig-See, polnisch Jezioro Krawno) in der südlichen Mitte der Woiwodschaft Ermland-Masuren, 24 Kilometer südlich der Kreisstadt Mrągowo (Sensburg).

## Geschichte
Vor 1945 bestand Krawno aus mehreren kleinen Gehöften. 1785 wurde es als ein „königliches Dorf mit sechs Feuerstellen“ erwähnt. Zwischen 1874 und 1945 war das Dorf in den Amtsbezirk Kelbonken (polnisch Stare Kiełbonki) eingegliedert, der – 1938 in „Amtsbezirk Kelbunken“ umbenannt – zum Kreis Sensburg im Regierungsbezirk Gumbinnen (ab 1905: Regierungsbezirk Allenstein) in der preußischen Provinz Ostpreußen gehörte. 
Aufgrund der Bestimmungen des Versailler Vertrags stimmte die Bevölkerung im Abstimmungsgebiet Allenstein, zu dem Krawno gehörte, am 11. Juli 1920 über die weitere staatliche Zugehörigkeit zu Ostpreußen (und damit zu Deutschland) oder den Anschluss an Polen ab. In Krawno stimmten 80 Einwohner für den Verbleib bei Ostpreußen, auf Polen entfielen keine Stimmen.
Am 3. Juni (amtlich bestätigt am 16. Juli) 1938 wurde Krawno aus politisch-ideologischen Gründen der Abwehr fremdländisch klingender Ortsnamen in „Kaddig“ umbenannt.
Das Dorf Kaddig wurde 1945 in Kriegsfolge mit dem gesamten südlichen Ostpreußen an Polen überstellt und erhielt als polnische Namensform die ehemalige Bezeichnung „Krawno“ zurück. Heute ist der Ort in die Landgemeinde Piecki (Peitschendorf) im Powiat Mrągowski (Kreis Sensburg) eingegliedert, bis 1998 der Woiwodschaft Olsztyn, seither der Woiwodschaft Ermland-Masuren zugehörig.

### Einwohnerzahlen
| Jahr | Anzahl |
| ---- | ------ |
| 1818 | 38     |
| 1839 | 77     |
| 1871 | 87     |
| 1885 | 112    |
| 1898 | 119    |
| 1905 | 110    |
| 1910 | 110    |
| 1933 | 83     |
| 1939 | 83     |
| 2011 | 21     |

## Kirche
Bis 1945 war Krawno resp. Kaddig in die evangelische Kirche Aweyden in der Kirchenprovinz Ostpreußen der Kirche der Altpreußischen Union sowie in die katholische St.-Adalbert-Kirche Sensburg im damaligen Bistum Ermland eingepfarrt. Heute gehört Krawno zur evangelischen Kirchengemeinde Nawiady, einer Filialgemeinde der Pfarrei Mrągowo in der Diözese Masuren der Evangelisch-Augsburgischen Kirche in Polen, außerdem zur katholischen Pfarrei Nawiady im jetzigen Erzbistum Ermland in der polnischen katholischen Kirche.

## „Tatarische Wanderroute“
Durch Krawno führt ein schöner Wanderweg, der sich „Tatarische Wanderroute“ nennt. Der markierte Wanderweg beginnt in der Kreisstadt Szczytno (deutsch Ortelsburg) und endet in Babięta (Babienten, 1938 bis 1945 Babenten). Er folgt dabei der Spur der Tataren, die 1656 in das südliche Masuren einfielen.

## Verkehr
Krawno liegt westlich der verkehrstechnisch bedeutenden Landesstraße 58, die durch die südliche Woiwodschaft Ermland-Masuren bis in die Woiwodschaft Podlachien führt. Ein Landweg führt von dem an eben dieser Straße gelegenen Dorf Babięta direkt in den Ort. Eine Anbindung an das Schienennetz besteht nicht.